# Alexandre Martin de Gray
 (février 2025).
Si vous disposez d'ouvrages ou d'articles de référence ou si vous connaissez des sites web de qualité traitant du thème abordé ici, merci de compléter l'article en donnant les références utiles à sa vérifiabilité et en les liant à la section « Notes et références ».
Le baron Alexandre François Joseph Martin de Gray, né à Besançon le 25 avril 1773 et mort à Gray le 8 février 1864, est un avocat et homme politique français. Il succède à son père comme maire de Gray en 1805 et sera député de la Haute-Saône de 1807 à 1821.

## Biographie

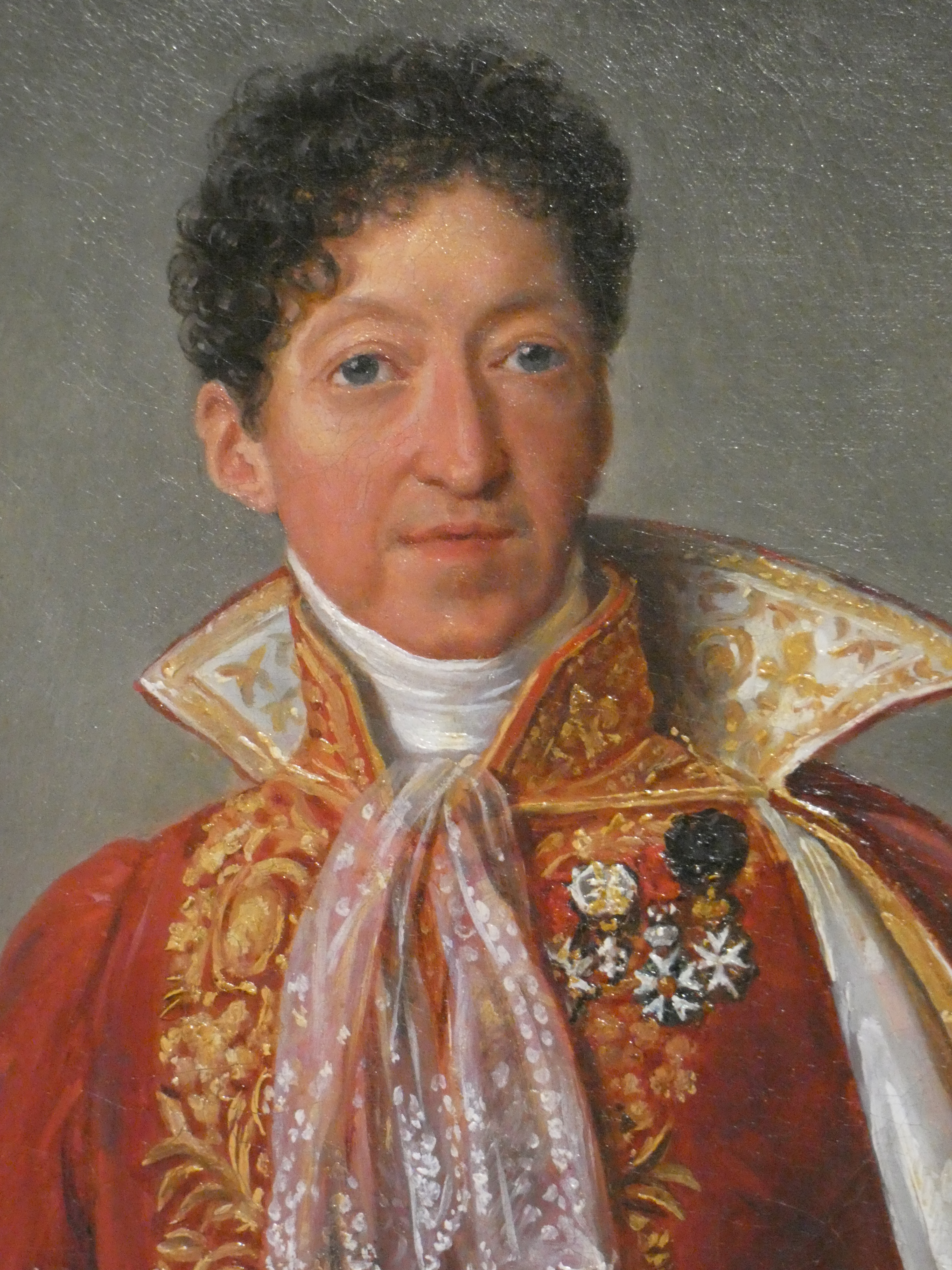
Alexandre Martin de Gray en tenue de député baron

Il est le fils de François Martin, avocat au parlement de Besançon, franc-maçon vénérable de la loge « la parfaite égalité ». François Martin, après avoir été député suppléant puis représentant du tiers état aux états généraux après le décès du titulaire Denis Ferréol Blanc, a été maire de Gray en 1797. Reconduit par le premier consul le 9 germinal An VIII, il est fait baron de l'Empire en 1810[réf. nécessaire].
Alexandre Martin fait des études de droit et devient avocat à Gray, ville dont il devient maire en 1805. Il est député de la Haute-Saône au Corps législatif de 1807 à 1814. Il est de nouveau député de 1816 à 1821 : bonapartiste et libéral, il siège dans l'opposition au gouvernement royaliste. Malade et presque aveugle il ne se représente pas aux élections législatives[réf. nécessaire].
Il épouse Julie Claude Marie Suzanne Febvre. De leur union naît Maximilien Ludovic Alexandre Martin (1811-1865) qui s'engage dans l'armée et épouse Eugénie Sousselier de la Tour.
Il rachète le château de plaisance aménagé à Gray à l'emplacement de l'ancienne forteresse médiévale par le comte de Provence : ce château avait été décrété bien national après la Révolution. Alexandre Martin y vit jusqu'à sa mort en 1864. La demeure est acquise par la municipalité de Gray en 1901 et transformée en musée en 1903, appelé depuis musée Baron-Martin[réf. nécessaire].
Chevalier de la Légion d'honneur et membre de l'Académie de Besançon, il publie en 1853 : Vie de Napoléon, sa famille, son époque[réf. nécessaire].